# ابوعبدالله جعفر ابن الهیثم
ابوعبدالله جعفر بن احمد الاسود بن الهیثم همچنین مشهور به ابن الهَیثَم (۸۸۶ – پس از ۹۴۵م) داعی اسماعیلی و عالم مسلمان از شمال آفریقا بود. وی در قیروان، پایتخت امارت اغلبی و در خانواده‌ای زیدی به دنیا آمد، اما پس از مدتی به شیعهٔ امامی گروید و سپس به مذهب اسماعیلی پیوست و به عنوان داعی فعالیت کرد. او آشنایی نزدیکی با داعی ابوعبدالله شیعی و برادرش ابوالعباس محمد داشت و گفت‌وگوها و مباحثات فراوانی با آن‌ها انجام داد. ابن هیثم خاطرات خود را با عنوان کتاب «المناظرات» در حدود سال ۹۴۵م/ ۳۳۴ق نگاشته است، که در آن بسیاری از مجادلات و بحث‌هایش با رهبران دعوت اسماعیلی در شمال آفریقا را، به‌ویژه در سال‌های آغازین حکومت فاطمیان در آفریقا (۹۰۹–۹۱۰م)، گرد آورده است.